# Joachim Panou
Joachim Panou est un joueur français de volley-ball, né le 27 août 1997. Il mesure 1,97 m et joue réceptionneur-attaquant après avoir été formé initialement comme pointu.

## Biographie
Formé dans l'équipe France Avenir 2024 du Centre national de volley-ball (CNVB), il joue au Montpellier Hérault Sport Club Volley-Ball (2016-2018, puis 2019-2021), à l'Avignon Volley-Ball (2018-2019), au Spacer's Toulouse Volley (2021-2022) et depuis 2022 pour le Paris Volley dans le championnat de France (LAM).
Il fait partie des joueurs proches de l'équipe de France,.
Son frère, Isaac, joue également au volley-ball.